# Animal (álbum de María Becerra)
Animal (estilizado en mayúsculas) es el primer álbum de estudio de la cantante argentina María Becerra, lanzado el 26 de agosto de 2021 a través de 300 Entertainment. Es una continuación del extended play (EP) Animal, parte 1, lanzado en febrero del mismo año, e incluye las cuatro canciones del EP y otras siete nuevas.
El álbum incluye colaboraciones con Cazzu, Tiago PZK, Becky G y Danny Ocean.
En la 24.ª edición de los Premios Carlos Gardel, Animal obtuvo una nominación a mejor canción de música urbana, mientras que «Wow Wow» fue nominada a mejor colaboración de música urbana. De igual forma, recibió una nominación a mejor canción de música urbana en la 23.ª edición de los Grammy Latinos; y a álbum del año en los Premio Tu Música Urbano.

## Antecedentes
En septiembre de 2020, Becerra confirmó que había comenzado a trabajar en su primer álbum de estudio, en el que se avecinan colaboraciones con artistas argentinos.
El 25 de febrero de 2021, Becerra lanzó Animal, pt. 1, el extended play adelanto de lo que sería su primer álbum de estudio. El mismo fue precedido por dos sencillos entre enero y febrero: «Animal» en el que participa la cantante argentina Cazzu, y «Acaramelao»; completando el tracklist con «A solas» y «Cerquita de ti».

## Publicación y portada
La carátula muestra las manos de Becerra agarrando su logo que tiene la forma de un corazón en donde metafóricamente la artista entrega de esta manera su propio corazón transparente, entre fuerte y frágil pero que brilla para todo su público.

## Sencillos
El primer sencillo del álbum, «Cazame» junto a Tiago PZK, fue lanzado el 10 de junio de 2021. El video musical del sencillo fue filmado en la isla Martín García y dirigido por Julián Levy, en este se puede ver a Becerra como una amazona que conoce a Tiago después de que él estrella su avioneta en la selva.  Alcanzó el puesto número seis en la lista Billboard Argentina Hot 100. También alcanzó la posición número trece en Monitor Latino en Uruguay.
«Mi debilidad» fue editado como el segundo single del álbum el 29 de julio de 2021. Tras el anuncio de la canción, la cantante compartió a través de su cuenta de Instagram: "La escribí con cada parte de mi corazón. Es la única canción que lloré al escribir, y es porque su mensaje me moviliza. La debilidad, la dependencia, que se puede llegar a sentir por alguien o por algo, y que este tenga el poder de modificar tu día, tu humor, tu esencia”. La canción ocupó el sexto puesto en Argentina Hot 100.
El tercer sencillo, publicado al mismo tiempo que el lanzamiento del álbum, se titula «Wow wow». La canción cuenta con la participación de la cantante estadounidense Becky G. Billboard señaló a la pista musical como «un reguetón de golpe fuerte que tiene un potencial de himno de empoderamiento femenino».

## Recepción

### Crítica
Tras cuatro días de su estreno, Billboard Argentina seleccionó a Animal como el álbum de la semana. En una reseña positiva, Gabriel Hernando del periódico La Nación escribió: «aún sin demasiadas innovaciones y conservando tanto las señas particulares como los clichés típicos del género urbano, Animal asoma igualmente como un álbum variado, ecléctico».
| Publicación | Reconocimiento                | Posición | Ref.   |
| ----------- | ----------------------------- | -------- | ------ |
| Los 40      | Los 40 mejores discos del año | 23       | [ 21 ] |

### Comercial
Luego de su lanzamiento, 9 de las 11 canciones del álbum ingresaron en Spotify Argentina. En total acumuló 1,2 millones de streams en Argentina, superando el debut de Tini Stoessel con su álbum Tini Tini Tini (2020), el cual no llegó a superar el millón de reproducciones; y más de 2,7 millones a nivel global. Animal también rompió el récord con el mejor debut de un álbum argentino con 16,77 millones de streams en su primera semana a nivel global en Spotify. El álbum también debutó en la posición número cinco en la lista de los Top 10 Album Debuts Global de Spotify.
En España, el álbum ingresó en el puesto número 49 de la lista PROMUSICAE el 7 de septiembre de 2021.

### Reconocimientos
| Año  | Premio                  | Categoría                    | Resultado | Ref(s). |
| ---- | ----------------------- | ---------------------------- | --------- | ------- |
| 2022 | Premio Tu Música Urbano | Álbum del año                | Nominado  | [ 26 ]  |
| 2022 | Premios Carlos Gardel   | Mejor álbum de música urbana | Nominado  | [ 4 ]   |
| 2022 | Premios Grammy Latinos  | Mejor álbum de música urbana | Nominado  | [ 27 ]  |

## Gira musical
En julio de 2021 la cantante anunció Animal Tour con tres shows iniciales, previstos para el 22, 23 y 24 de octubre, en el Teatro Rivadavia en Buenos Aires, las cuales se agotaron en menos de una hora; por lo que anunció nuevas presentaciones, agotando veintidós fechas. En una entrevista José Levy, representante de la cantante, aseguró más de 10 funciones en Córdoba, Mendoza y otras provincias del país, y próximamente en el exterior.

## Lista de canciones
Todas las canciones están producidas por Big One, a menos que se indique lo contrario.
| N.º   | Título                                | Escritor(es)                                                                    | Productor(es) | Duración |  |
| 1.    | «Animal» (con Cazzu)                  | Cazzu FMK María Becerra                                                         |               | 3:24     |  |
| 2.    | «A solas»                             | FMK Becerra                                                                     |               | 3:36     |  |
| 3.    | «Cerquita de ti»                      | Becerra                                                                         |               | 3:14     |  |
| 4.    | «Acaramelao»                          | FMK Becerra                                                                     |               | 3:05     |  |
| 5.    | «Cazame» (con Tiago PZK)              | Becerra Tiago PZK                                                               |               | 3:20     |  |
| 6.    | «Mi debilidad»                        | Becerra                                                                         |               | 2:46     |  |
| 7.    | «Wow Wow» (con Becky G)               | Becky G Elena Rose FMK Becerra                                                  |               | 3:20     |  |
| 8.    | «Hace rato»                           | Gabriel Rodríguez Morales Luisseth Alejandra Guerrero López Becerra Randy Class | Subelo Neo    | 3:13     |  |
| 9.    | «Hipnotiza'»                          | Becerra                                                                         | Tatool        | 2:30     |  |
| 10.   | «No eres tu soy yo» (con Danny Ocean) | Danny Ocean FMK Becerra                                                         |               | 3:07     |  |
| 11.   | «Episodios»                           | Becerra                                                                         |               | 2:52     |  |
| 34:27 |                                       |                                                                                 |               |          |  |

## Posicionamiento en listas

### Listas semanales
| Lista (2021)        | Mejor posición |
| ------------------- | -------------- |
| España (PROMUSICAE) | 49             |